# Duplex (film)
Duplex är en amerikansk-tysk långfilm från 2003 i regi av Danny DeVito, med Ben Stiller, Drew Barrymore, Eileen Essell och Harvey Fierstein i rollerna.

## Handling
Alex och Nancy har hittat sin drömlägenhet. De upptäcker dock snart ett problem, den äldre damen som bor i samma hus.

## Om filmen
Filminspelningarna började den 19 februari 2002 och avslutades i maj samma år i New York och Los Angeles. Filmen hade världspremiär i USA och Kanada den 26 september 2003 och svensk premiär den 4 april 2004.

## Rollista (urval)
- Ben Stiller - Alex Rose
- Drew Barrymore - Nancy Kendricks
- Eileen Essell - Mrs. Connelly
- James Remar - Chick
- Robert Wisdom - Officer Dan
- Swoosie Kurtz - Jean
- Jenette Goldstein - moderator
- Danny DeVito - berättare (ej krediterad)

## Musik i filmen
- Allegro - L'Estro Armonico Op.3: Concerto No. 2 in G Minor, framförd av The Academy of Ancient Music
- Irish Jaunting Car, framförd av Leo McCaffrey
- The Woody Woodpecker Song, skriven av Ramey Idriss och George Tibbles
- Hawaii Five-O, skriven av Morton Stevens
- The Love Boat, skriven av Charles Fox och Paul Williams, framförd av Jack Jones
- Listen Here, skriven och framförd av Eddie Harris
- Água de Beber, skriven av Antonio Carlos Jobim och Vinicius de Moraes, framförd av Astrud Gilberto
- Pub with No Beer, skriven av Gordon Parsons, framförd av The Dubliners
- True, skriven av Gary Kemp, framförd av Spandau Ballet
- Adios, Au Revoir, Auf Wiedersehn, skriven av George Cates och Jack Elliott, framförd av Lawrence Welk and His Orchestra
- Grazing in the Grass, skriven av Philemon Hou, framförd av Hugh Masekela
- Speakeasy Blues, skriven av Joseph F. Kuhn, framförd av Nelson Riddle and his Orchestra
- Requiem. K. 626: Dies Irae, framförd av Neville Marriner, Academy of St Martin in the Fields och Academy Chorus
- Sexual Healing, musik Elliot Brown och Marvin Gaye, text David Ritz, framförd av Amir Efrat
- Temat från Den perfekta stormen, skriven och framförd av James Horner
- Joshua Fit de Battle ob Jericho, framförd av Grant Green
- It's Beginning to Look Like Christmas, skriven av Meredith Willson, framförd av Bing Crosby
- Jingle Bells, skriven av James Lord Pierpont, framförd av Carollers for Christmas